# Сан Ђовани (Форли-Чезена)
Сан Ђовани (итал. San Giovanni) је насеље у Италији у округу Форли-Чезена, региону Емилија-Ромања.
Према процени из 2011. у насељу је живело 126 становника. Насеље се налази на надморској висини од 27 м.